# Ilisiakos FC
O Ilisiakos FC (grego: Ηλυσιακός Αθλητικός Όμιλος - Ilysiakos Athlitikos Omilos - Clube Atlético de Ilisia) é um clube de futebol da Grécia, situado na capital Atenas. Ele joga suas partidas no Estádio Municipal Grigorios Lambrakis, com capacidade para 2.716 pessoas. Suas cores são o amarelo e o preto. Disputa, atualmente, a segunda divisão do Campeonato Grego.
O clube foi fundado em 1927 por Michalis Xydis, Lambropoulos, Evgenopoulos, Nikolaos Plessas. Desde então disputa as divisões inferiores do Campeonato Grego. Apesar de ser uma equipe antiga, jamais chegou à elite.
Sua maior conquista foi chegar às Quartas de Final da Copa da Grécia de 2006-07, onde foi eliminado pelo Xanthi após perder em casa por 2 a 0 e fora por 1 a 0.